# Тилове
Тилове́ (до 1948 року — Хайто́; крим. Hayto) — село в Україні, у Бахчисарайському районі Автономної Республіки Крим. Населення становить 652 особи.

## Географія
Село розташоване в південній частині Байдарській долини, в долині Хайт, між вершинами каланамі-Кая і ктури-Кая Головної гряди Кримських гір, висота центру села над рівнем моря 298 м. Через село проходить автодорога Т-2713, в 300 м від автотраси Н-19, найближче село — Орлине в 2, 5 км на схід.
Відстань від райцентру становить 35 кілометрів по прямій.

## Історія
Зі згадок у документах село відоме з XV століття під назвами «Хайто», «Хайту», «Кайту».
За радянських часів у Тиловому був невеликий гарнізон ракетників, військова частина перестала існувати після поділу Чорноморського флоту. 1 липня 1993 року, після створення Військово-Морських Сил України, в поселенні був сформований перший окремий батальйон морської піхоти.
7 вересня 2023 року передано до складу Бахчисарайського району.

## Уродженці
- Енвер Сейтосманов — кримськотатарський громадський активіст, політв'язень Росії.